# Burning Angel (EP)
Burning Angel este primul E.P. al trupei suedeze de death metal melodic Arch Enemy. A fost lansat pe 6 martie 2002.  Este al doilea disc Arch Enemy cu vocalista Angela Gossow, care l-a înlocuit în trupă pe Johan Liiva. Piesa Starbreaker este o preluare Judas Priest de pe albumul "Sin After Sin".

## Lista pieselor de pe E.P.
1. "Burning Angel" (versiune de studio) - 4:17 (Amott, Amott)
2. "Lament of a Mortal Soul" (piesă din timpul înregistrărilor la Wages of Sin) - 4:04 (Amott, Amott, Gossow)
3. "Starbreaker" (preluare Judas Priest) - 3:25 (Downing, Halford, Tipton)[1]

Notă: Preluarea după "Starbreaker" a fost înregistrată în 1998, din acest motiv partea vocală este asigurată de fostul vocalist, Johan Liiva.

## Componența trupei
- Angela Gossow - Voce
- Michael Amott - Chitară
- Christopher Amott - Chitară
- Sharlee D'Angelo − Bas
- Daniel Erlandsson − Tobe
- Johan Liiva - Voce pe piesa numărul 3

### Muzicieni invitați
- Per Wiberg - Pian

## Producția albumului
- Produs de Fredrik Nordström
- Aranjament de Fredrik Nordström
- Mixare și masterizare de Andy Sneap
- Coperta albumului de Adde
- Imagini video de Eyetool
- Înregistrare și mixări între 2001 - 2002[2]

În Japonia a fost lansat în 2002 un "Tour E.P.", la casa de discuri Toy's Factory. Acesta conține, pe lângă cele trei piese, un videoclip pentru piesa "Ravenous".